# Joseph-Antoine Cerutti
Pour les articles homonymes, voir Cerutti.
Joseph-Antoine-Joachim Cerutti, né le 13 juin 1738 à None et mort le 3 février 1792 à Paris, est un homme de lettres et journaliste français d’origine italienne.

## Biographie
Dès son enfance, Cerutti manifeste de grandes dispositions pour les études. À quatorze ans, il a déjà lu un grand nombre de livres en tout genre trouvés chez son père. Après ses études dans sa ville natale, il entre à l’âge de quatorze ans au Noviciat des Jésuites d'Avignon.
À l’issue de brillantes études, il est appelé, à peine âgé de vingt ans, par ses supérieurs à leur collège de Lyon pour y occuper une chaire d’humanités. En moins de trois ans, il a concouru à sept reprises au prix de diverses académies, remportant, en une seule année, trois des prix mis au concours par les Académies de Dijon, de Toulouse et de Montauban, montrant qu’il a lu Buffon, Montesquieu, Mirabeau, Descartes et Bacon. Sa dissertation sur les républiques anciennes et modernes, couronnée à Toulouse, dont le sujet était « Pourquoi l’éloquence est-elle moins florissante dans les républiques modernes que dans les anciennes ? » est particulièrement remarquée. Le style en est suffisamment bon pour qu’on l'attribue dans un premier temps à  Jean-Jacques Rousseau, avant que le nom de l’auteur en soit révélé.
À une époque où les jésuites, menacés d’être bannis du royaume de France, sont dans de répliquer au Compte rendu des constitutions des Jésuites de leur opposant farouche, le parlementaire janséniste breton La Chalotais, leur choix se porte sur Cerutti, en évoquant une « dette de gratitude » à leur égard.
Appelé à Nancy par le RP de Menoux, confesseur de l’ancien roi de Pologne, Stanislas Leszczynski, il rédige un Appel à la raison, ou Apologie des Jésuites, écrit qui, s’il ne suffit pas à empêcher la suppression de l’ordre des jésuites, est considéré comme un modèle d’élégance et d’habileté oratoire. Sa péroraison notamment est jugée un grand morceau d’éloquence.
Reçu l’année suivante, en 1763, sur le désir de Stanislas, membre de l’Académie royale des sciences et belles-lettres de Nancy, il prononce un discours de réception sur « l’Intérêt d’un ouvrage ».
À la fin de 1762, l’ouvrage achevé et ayant connu deux éditions en moins d’un mois, Cerutti se rend à Paris, muni d’une lettre de crédit de Stanislas pour son petit-fils le dauphin Louis de France, père de Louis XVI. Dès son arrivée à Paris, où il vit « en abbé », Bachaumont note, le 17 mai 1763, avec quelque surprise, que l’apologiste des jésuites est en relation avec D’Alembert et Duclos. Le dauphin ayant imaginé d’instituer des conférences contradictoires, Cerutti y est chargé de défendre les idées modernes contre le P. Berthier, défenseur de l’orthodoxie. Le Dauphin l’admet également à des audiences privées, où il lit des discours composés sur l’éducation des princes destinés à régner. La mort du Dauphin, survenue en 1765, met fin à ces faveurs.
Introduit dans le monde à l’âge de vingt-quatre ans, il se prend d’une passion violente pour la salonnière Adrienne-Catherine de Noailles, qui épousera le comte de Tessé, le 20 juin 1755.
Très malheureux dans sa vie privée à cause de ces sentiments non partagés, sa vie publique ne va guère mieux : des jansénistes cherchent à lui nuire, notamment en montant Voltaire contre lui, et surtout en demandant pourquoi il n’a pas prêté le serment de renonciation exigé des jésuites par le Parlement. Effrayé à la pensée d’être éloigné de la femme qu’il aime, Cerutti qui, en réalité, ne risque rien puisqu’il n’a pas prononcé le dernier degré de ses vœux chez les jésuites, croyant bon de demander à prononcer ce serment, non seulement voit sa demande refusée, mais de surcroit irrite Louis XV, qui signe une lettre de cachet l’obligeant à quitter le territoire français, faute d’en avoir la nationalité.

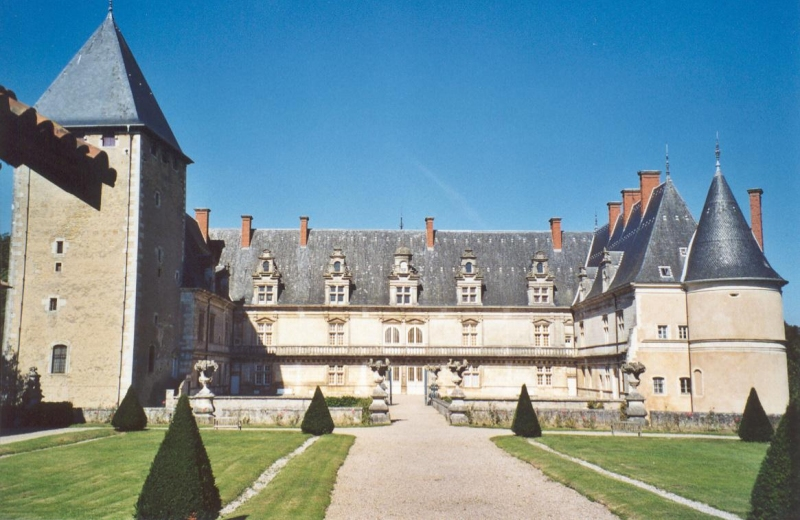
Château de Fléville où Cerutti a trouvé refuge entre 1762 et 1777.

Durant son exil, il gagne la Hollande, avant de rejoindre la Franche-Comté, où il est accueilli par comte de Lezay-Marnésia, demeuré son ami.
De retour à Paris au bout de deux ans, ses affaires de cœur vont toujours aussi mal. La duchesse de Brancas, en quittant Paris pour se retirer dans son château de Fléville, en Lorraine, lui offre un refuge où il va rester une quinzaine d’années. Il y a écrit un poème sur le retour de Voltaire à Paris. Il est alors en relation d’amitié avec Delille, Saint-Lambert, La Harpe et Marmontel.
Une fois revenu à Paris, ayant dépassé la quarantaine, il rentre dans la carrière littéraire qu’il a été naguère contraint d’abandonner, avec notamment un poème philosophique intitulé l’Aigle et le Hibou, où sont tracés à grands traits les portraits de Voltaire, de J.-J. Rousseau, de Montesquieu, de Buffon, de Diderot, de d’Alembert, etc. Parmi ses poésies, on remarquera surtout le Portrait du charlatanisme fait par lui même, dans un moment de franchise, et le petit Poème sur le jeu d’échecs, jeu qu’il aimait avec passion. En 1788, dans la Satyre universelle, prospectus dédié à toutes les Puissances de l’Europe, il a raillé la fausse noblesse de Rivarol, ses origines et ses mœurs.
Cerutti partage l’intérêt de son époque pour la politique. En 1785, à la fin du poème sur les Jardins de Betz, in-8°, il écrit : « La France, depuis deux cents ans, est grosse d’une révolution ; elle accouchera avant la fin du siècle. Lorsque le mémoire du magistrat Dupaty défendant trois habitants de Chaumont condamnés, en 1786, à la roue pour vol avec violences, ayant été condamné à être lacéré et brûlé par le bourreau, le 11 août 1786, Cerutti publie en 1787 un Discours en vers sur la Réforme du Code criminel, condamnant la prison préventive, « cette question prolongée », le secret de la procédure, l’absence du défenseur près du prévenu.
Son Mémoire pour le peuple français, publié en novembre 1788, lui donne une grande notoriété. C’est, avec le Qu'est-ce que le Tiers-État ? de l’abbé Siéyès, l’un de ceux qui ont été le mieux accueillis par l’opinion publique. Dans cette brochure, Cerutti examine le point de contention majeur touchant aux États généraux de 1789 : les privilégiés soucieux de s’assurer la prédominance dans la future assemblée ont fait chorus avec le Parlement qui avait déclaré que la forme des États de 1614, qui écartait le doublement du tiers-état, était la seule forme légale. Au début de son Mémoire, Cerutti montre que la forme de 1614 n’était pas la seule, et que tantôt les représentants du tiers-état ont été doublés, tantôt les trois ordres ont consenti à délibérer ensemble ; tantôt l’on a opiné par classes, par tête. Ensuite, il affirme que dès lors qu’il s’agit d’un intérêt national, c’est la nation, toute la nation que doivent représenter les États-Généraux. Sa réponse de Cerutti n’est pas la formule de Siéyès, dont la brochure ne paraitra qu’en janvier 1789, mais il a pensé, avant lui, et dit, comme lui, que le tiers-état, qui n’était rien jusqu’alors, devait désormais être tout. Le succès de cette brochure a été tel qu’en quelques jours, il s’en vend deux éditions. Trois mois après, il publie ses Observations rapides sur la lettre de M. de Colonne au Roi, qui ne fait guère que reprendre le thème déjà traité dans le Mémoire précédent, mais réaffirme ses prises de position. En mai, dans l’Exhortation à la Concorde adressée aux Etats-Généraux, il ridiculise le vote par ordre en remontrant aux nobles leur vaine prétention à légiférer seuls, alors qu’ils sont notoirement incapables de conduire même leurs propres affaires.
En juillet, néanmoins, ses Vues sur la Constitution française sont nettement moins audacieuses. Il n'y demande pas la suppression de la noblesse, réclame la permanence assurée de l’Assemblée nationale organisée en deux Chambres, l’établissement des assemblées provinciales, la responsabilité des ministres, la liberté individuelle garantie, la liberté de la presse, la police municipale et croit encore à la prépondérance de la royauté, simplement contenue dans de justes bornes. Ses prises de positions ont plu à Jean-Gabriel Peltier qui adresse le 22 septembre 1789 Le coup d'équinoxe à celui qui a écrit "la charmante fable".

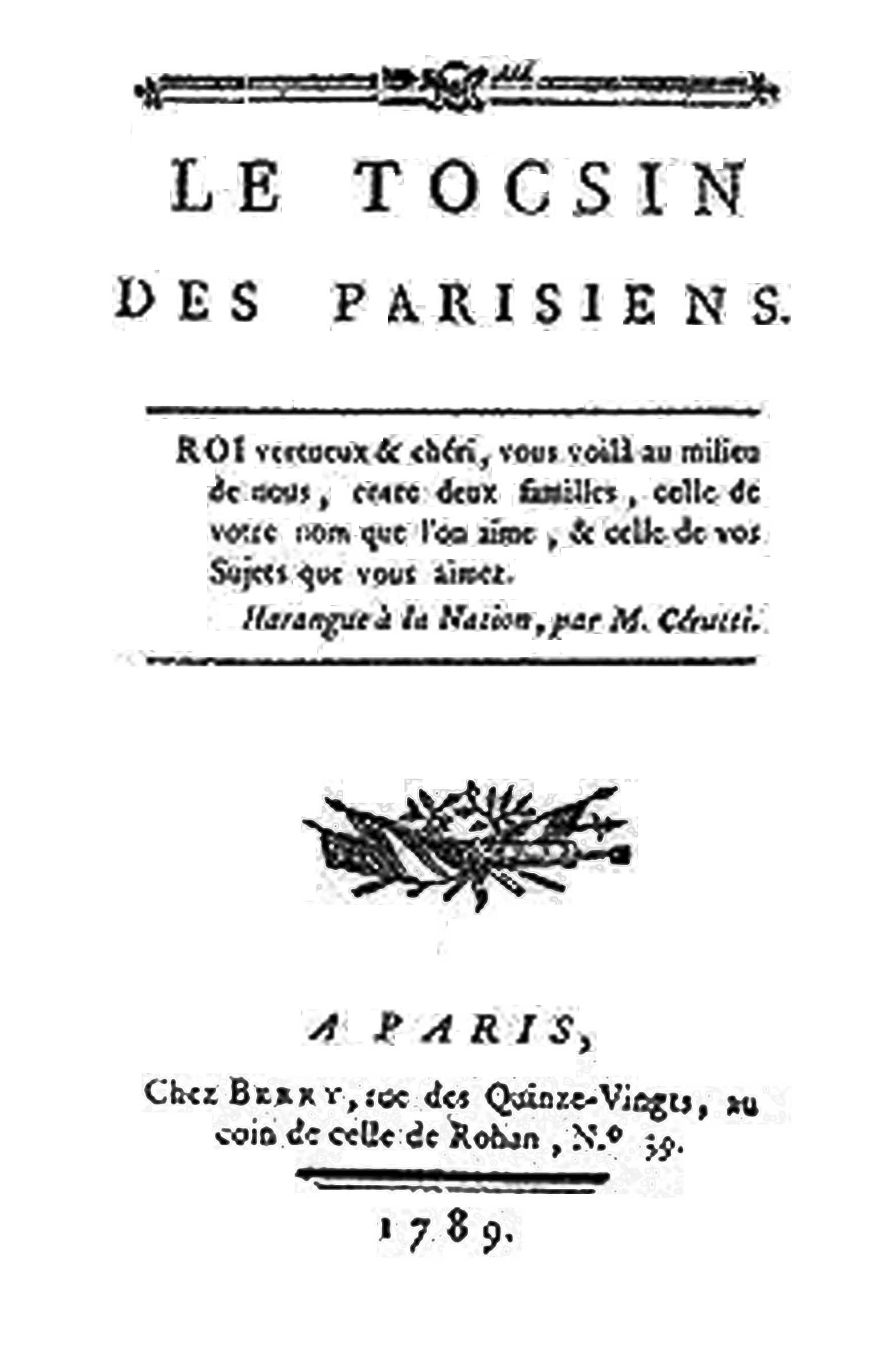
Le Tocsin des Parisiens

Il écrit également en 1789  un nouvel ouvrage le Tocsin des Parisiens. 

Lorsque la Révolution commence à se radicaliser, il en déplore les excès dans le Prospectus d’un dictionnaire d’exagération à l’usage des orateurs populaires dont le charlatanisme est pareil « aux années stériles qui renchérissent tout ». Lors des premières violences populaires, il écrit aux rédacteurs de la Chronique de Paris : 

« Je trouve les cabales des patriotes aussi viles que celles des courtisans. Je n’aime pas mieux la république des pirates que la monarchie des Janissaires. Je blâme quiconque travaille à rendre le peuple aussi fantasque, aussi soupçonneux, aussi despote que les sultans d’Asie. »

 Il pensait que, pour assurer le progrès de la Révolution, il était nécessaire de la modérer. Au commencement de 1790, il applaudit néanmoins au décret de l’Assemblée abolissant les vœux monastiques et les congrégations et approuvé la suppression de la noblesse, le 17 juin 1790.

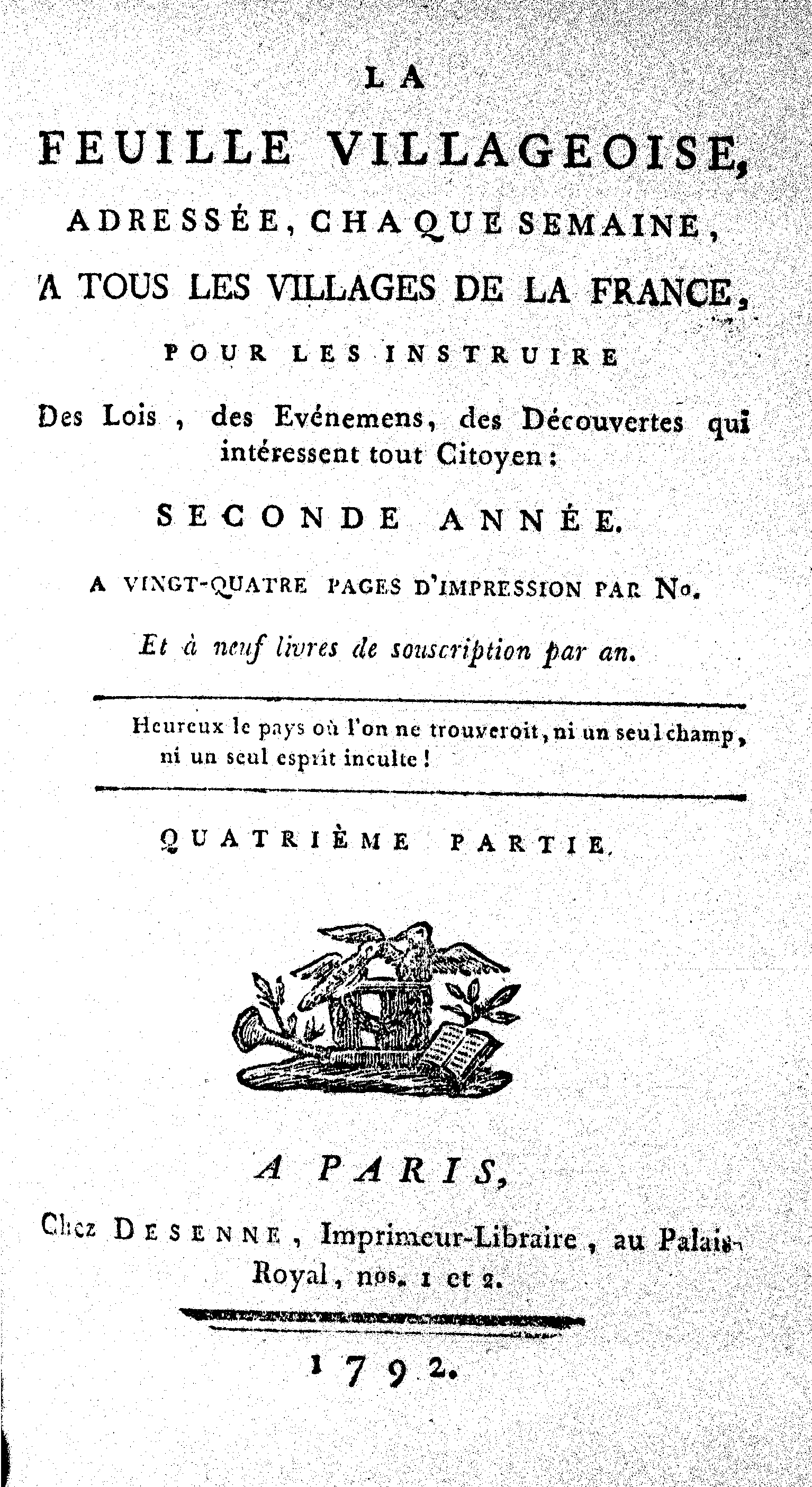
Page titre du no 27 de la Feuille villageoise.

Cerutti ne fait pas partie de l’Assemblée constituante. Celle-ci avait mis son nom sur la liste des personnes éligibles aux fonctions de gouverneur du dauphin, mais le 11 octobre 1790, il est au nombre des 913 citoyens nommés pour composer l’Assemblée électorale de Paris, dont le rôle était d’élire les juges, les administrateurs, le procureur général syndic, l’évêque, les curés, le président du tribunal criminel, l’accusateur public.
S’apercevant très vite que le mode de fonctionnement de l’Assemblée électorale décrété par l’Assemblée Nationale permettait à certaines circonscriptions trop restreintes d’être dominées par les nobles, les riches, les gens d’affaires, il publie, avec Brissot, Kersaint, Pastoret, etc., Questions que l’on croit devoir présenter aux différentes sections du corps électoral du département de Paris à la suite de quoi l’Assemblée Nationale a permis que les six sections de l’Assemblée électorale s’assemblent en commun, de vérifient leurs pouvoirs en commun et de nomment en commun les trente juges des six tribunaux du département. Le 20 novembre, l’Assemblée électorale l’a élu secrétaire-adjoint, un mois plus tard, secrétaire-général et, le 21 janvier 1791, président. Quelques jours plus tôt, il avait été nommé, le 6e administrateur du département. Le 4 septembre 1791, il a été élu à la Législative. Le 3 octobre 1791, il a été élu secrétaire de l’Assemblée avec Nicolas François de Neufchâteau, Garran de Coulon, Lacépède, Condorcet et Guyton-Morveau. Le 28 octobre, il a été désigné pour faire partie du Comité d’instruction publique, mais à peine a-t-il assisté aux premières séances car, au milieu de 1791, il avait été atteint d’un mal que les médecins n’ont pu identifier.
Au nombre des hommes de plume choisis par Mirabeau pour préparer ses discours, il a été désigné pour prononcer, dans l’église de Saint-Eustache, l’oraison funèbre de « l'Orateur du peuple ».
Profondément convaincu qu’une éducation nationale était une urgente nécessité du temps, il a entrepris de lutter contre la fracture sociale en instruisant tous les villages de France des lois et des événements qui intéressaient tout citoyen, à l’aide d’un hebdomadaire intitulé la Feuille villageoise, dont le premier numéro a paru, le 30 septembre 1790. La Feuille villageoise, dont la ligne politique était d’enraciner la Constitution dans tous les villages de France, en luttant contre la pauvreté et l’ignorance, tenait à rester entièrement indépendante, Cerutti refusant les fonds ministériels. Soucieux de sauvegarder la Révolution, il a combattu toutes les menées toutes les menées contre-révolutionnaires. Ainsi, pendant l’agitation de la Constitution civile du clergé, il a réprouvé les menées factieuses de l’opposition cléricale et énergiquement repoussé la prétention du pape à s’ingérer dans les affaires de la France. Respectueux de la personne du roi et de l’autorité royale, telle qu’elle avait été définie par la Constitution, lors de la fuite à Varennes, il a condamné l’attitude de Louis XVI comme une inexcusable trahison. Aussi la Feuille villageoise a-t-elle été, en son temps, un titre de presse majeur, comptant, d’après la Correspondance secrète du 4 juin 1791, 16 500 abonnés, au bout d’un an de publication.
Vers la fin de novembre 1791, après une nouvelle et plus rude atteinte de la maladie, ses souffrances devinrent si vives qu’il dut recourir à l’opium pour les supporter. À l’annonce de sa mort à l’Assemblée législative, la séance fut levée en signe de deuil, Condorcet proposa sa panthéonisation à côté de Mirabeau. Manuel a proposé au Club des jacobins de se faire représenter à ses obsèques, mais Robespierre s’y est opposé. Une rue de Paris a reçu son nom, avant de prendre, à la Restauration celui du comte d’Artois, puis du banquier Lafitte. Le boulevard des Italiens a également porté son nom jusqu’au Consulat. Le nom Cerutti a aussi été porté comme prénom pendant la Révolution.

## Publications
- Apologie générale de l’Institut et de la doctrine des jésuites, 1763. Seconde édition à Soleure, Jacques-Philippe Schærer, 1763, numérisée sur gallica.
- Portrait de feu Monseigneur le Dauphin, avec P.-F. de Quélen, marquis de Saint-Mégrin, duc de La Vauguyon ; C. N. Cochin del. ; S. C. Miger sculp., 1766, réed. 1816.
- La Liberté protégée par les armes et les édits du Roi. Poème, 1779.
- Les Avantages de la paix, ou le Bonheur du peuple, des habitans des villes & de la campagne, avec l’Élan du cœur d’un Franc̜ois, au sujet de la paix, 1783.
- L'Aigle et le hibou. 1783.
- Recueil de quelques pieces de littérature, en prose et en vers, 1784.
- Mémoire pour le peuple françois, 1788.
- Consultation épistolaire touchant l’opinion par ordre et par tête / [C***], 1788.
- Lettre aux auteurs du Journal de Paris, 21 janvier 1789, p. 95-96. En ligne (à propos de la publication de sa correspondance par Mirabeau dans Correspondance de M. C*** et de M. le comte de Mirabeau, sur le RAPPORT de M ; NECKER ET sur l’arrêt du conseil du 29 décembre, qui continue pour six mois, force de monnoie au Papier de la Caisse d’Escompte, 1789, en ligne)
- Du Comte de Mirabeau, de ses ouvrages…, 1789.
- Lettre à monsieur le vicomte de Noailles, sur sa motion du 4 août 1789, 1789.
- Observations rapides sur la lettre de monsieur de Calonne, au Roi, 1789.
- Exhortation à la concorde, envoyée aux Etats généraux sous le nom du Roi, 1789.
- Idées simples et précises sur le papier monnoie, les assignats forcés et les biens ecclésiastiques ; suivies d’une Réponse à M. Bergasse et à M. de Montlossier ; et terminées par une Note importante sur M. Burke, 1790.
- Lettre de M. Cérutti à Madame ***, 1790.
- Idées préparatoires sur les travaux préliminaires du corps électoral rédigées par quatre membres-commissaires d’une société d’électeurs patriotes et publiées à sa demande, 179[pas clair][26].
- Lettre de M. Cérutti à MM. les rédacteurs de la Chronique de Paris, au sujet de M. Necker, 1790.
- Correspondance abrégée entre Madame *** et J. Cerutti, sur la noblesse, sur le décret de l’Assemblée nationale, et sur les observations de M. Necker, concernant les titres, les noms et les armoiries, 1790.
- Étrennes au public / Micromégas, 179[pas clair].
- Bréviaire philosophique, ou Histoire du judaïsme, du christianisme et du déisme, en trente-trois vers, par le feu roi de Prusse, et en trente-trois notes, par un célèbre géomètre, 1791.
- Éloge funèbre de M. de Mirabeau prononcé le jour de ses funérailles dans l’église de Saint-Eustache, 1791.
- Les Jardins de Betz, poème, accompagné de notes instructives sur les travaux champêtres, sur les arts, les lois, les révolutions, la noblesse, le clergé, etc., fait en 1785 par M. Cérutti, et publié en 1792 par M****,..., 1792.
- Discours sur la question proposée par l’Académie des Jeux floraux pour l’année 1761 : La lumière des lettres n’a-t-elle pas plus fait contre la fureur des duels, que l’autorité des loix ?, 1761. Seconde édition, augmentée d’une lettre sur les avantages et l’origine de la gayeté française, 1792.
- La Feuille villageoise, 1790-1796.
- Le Charlatanisme, précédé de quelques mots sur le charlatanisme, par F. Gerinal, 1825
- Œuvres diverses de M. Cérutti: ou, Recueil de pièces composées avant et depuis la Révolution, Paris, chez Desenne, 1792. 2 volumes: vol. 2 numérisé.

## Pour approfondir